# Stensparv

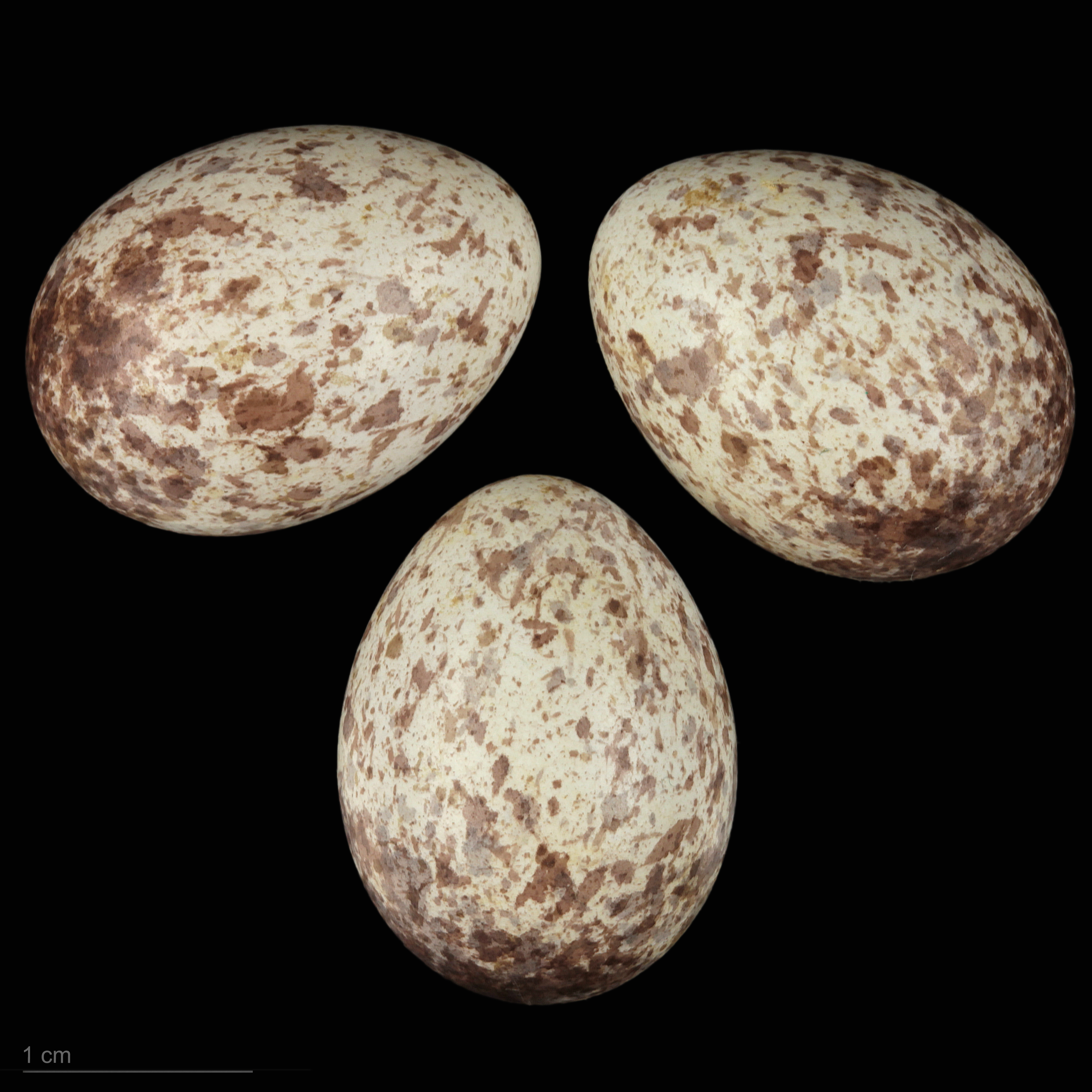
Petronia petronia barbara

Stensparv (Petronia petronia) är en tätting i familjen sparvfinkar som förekommer i Medelhavsområdet och vidare österut till Mongoliet och Kina.

## Utseende
Stensparven är en stor och kraftig sparvfink med en längd på 15-17 centimeter. Den utmärks av ett mycket tydligt vitaktigt ögonbrynsstreck samt ett svagare streck på hjässan. Resten av kroppen är brun och streckad och på strupen har den en gul fläck som dock är mycket svår att se. Denna fläck spelar en central roll under häckningstid för att markera status. Könen är lika.

## Läten
Stensparven är en ljudlig fågel med en rad olika läten. Mest typiskt är ett nasalt utdraget glidande läte som upprepas och används som sång, "sle-väit" eller "tväjuiit". Locklätet är ett kort och nasalt "vyi" och vid oro hörs en hård drill, "tii-tyr'r'r'r'r".

## Utbredning och systematik
Stensparven förekommer i södra Europa och norra Afrika österut genom norra Mellanöstern till Mongoliet. International Ornithological Congress (IOC) delar in den i sju underarter med följande utbredning:
- Petronia petronia petronia – Kanarieöarna och Madeira samt Europa österut till Bulgarien och vidare i västra Anatolien.
- Petronia petronia barbara – Nordafrika från Marocko till Algeriet, Tunisien och västra Libyen.
- Petronia petronia puteicola – södra Turkiet till södra Syrien, norra Israel och Jordanien
- Petronia petronia exigua – centrala Turkiet till norra Kaukasus, norra Irak och norra Iran
- Petronia petronia kirhizica – nedre Volga till Turgajdalen i Kazakstan och Aralsjön
- Petronia petronia intermedia – transkaspiska regionen till Iran, norra Afghanistan, Pamir och västra Kunlunberget
- Petronia petronia brevirostris – östra Sibirien till Mongoliet, nordvästra Manchuriet och norra Sichuan i sydvästra Kina.

I verket Handbook of Western Palearctic Birds (Shirihai & Svensson 2018) inkluderas istället kirhizica i intermedia. Även svenska BirdLife Sverige följer denna indelning.
Fågeln är i huvudsak stannfågel, i öst delvis flyttfågel. Efter häckning sprider sig arten något och vintertid söker den sig till lägre nivåer. Norr om utbredningsområdet är den en mycket sällsynt gäst. Exempelvis har den setts i Storbritannien vid ett enda tillfälle, i Norfolk 14 juni 1981.

### Släktskap
Numera placeras stensparven som ensam art i släktet Petronia. Tidigare inkluderades alla stensparvar i släktet, men DNA-studier visar att blek stensparv troligen är systerart till resten av familjen Passeridae och förs till det egna släktet Carpospiza, medan övriga stensparvar är systergrupp till Passer och förs numera till släktet Gymnoris. Stensparven är istället systerart till snöfinkarna i Montifringilla, Pyrgilauda och Onychostruthus.

## Ekologi
Stensparven påträffas normalt i trädlöst landskap, från ökenartad stäpp till klippiga sluttningar och raviner. I Spanien är den även vanlig i öppet skogs- eller parklandskap med exempelvis terpentintall (Pinus pinaster). Den ses också ofta födosöka i jordbruksområden, vingårdar, olivlundar, kring gamla byggnader och i vissa områden nära människan. Stensparven lever i huvudsak av frön, men också små bär och under häckningssäsong termiter och skalbaggar.
Fågeln häckar från maj till augusti parvis eller i lösa kolonier. Honan lägger fyra till sju ägg i ett stökigt gräsbo som placeras i en klippskreva eller i ett hål i en byggnad. 

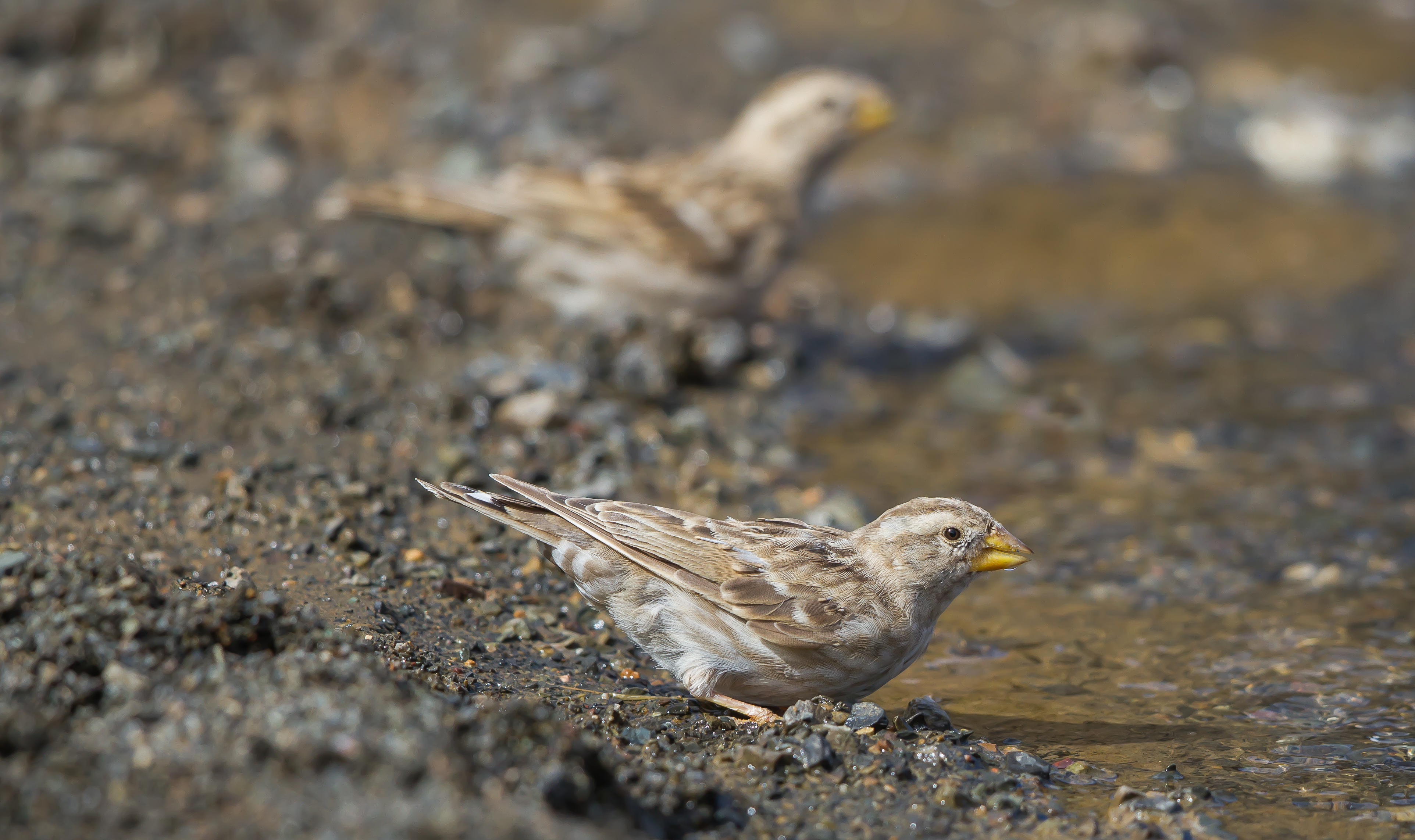

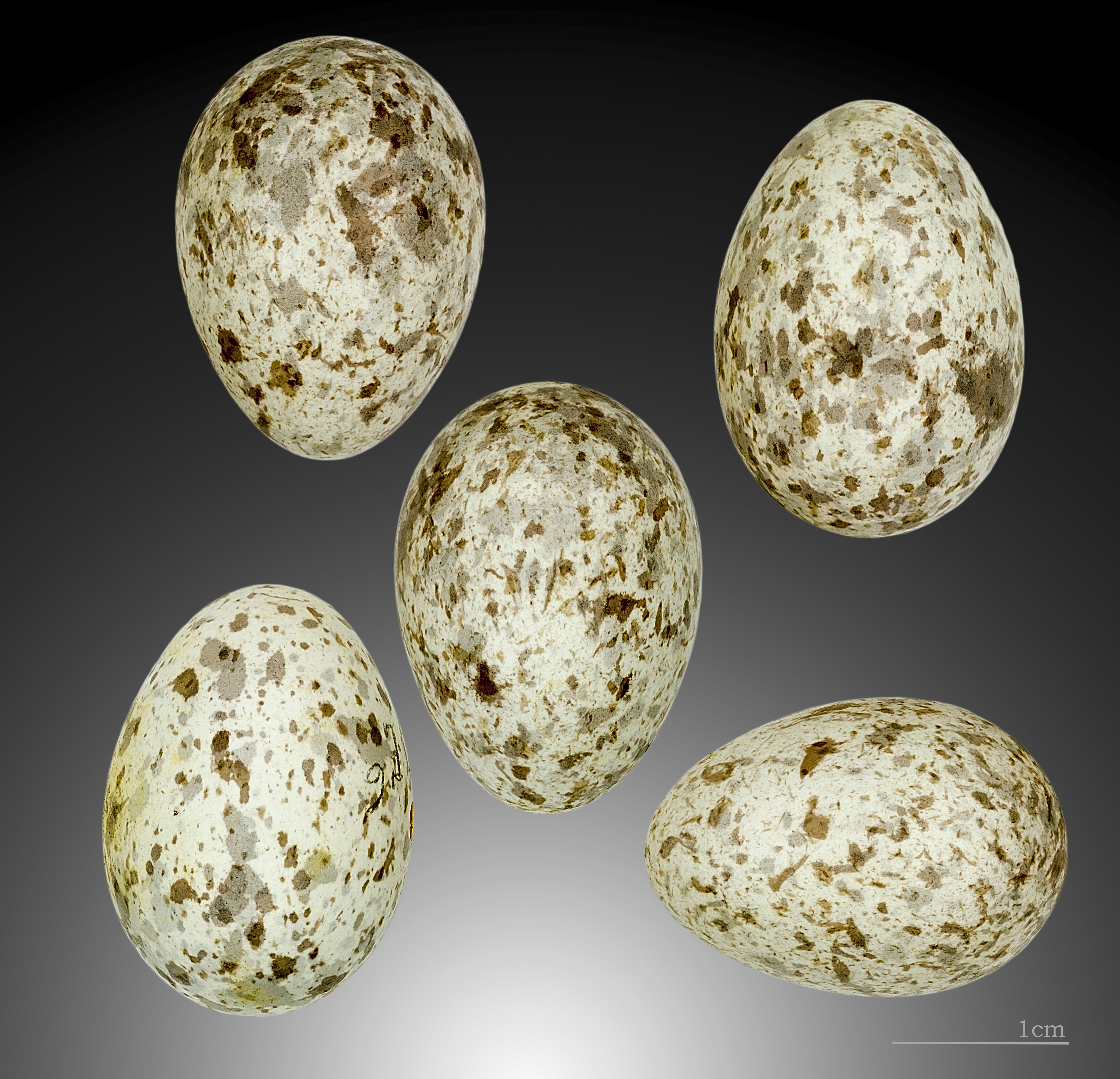
Stensparvens ägg.

## Namn
Fågelns vetenskapliga artnamn tillika släktesnamn kommer från ett lokalt dialektnamn på fågeln från Bologna-trakten i Italien.

## Status och hot
Arten har ett stort utbredningsområde och en stor population, och tros öka i antal. Utifrån dessa kriterier kategoriserar IUCN arten som livskraftig (LC). Världspopulationen uppskattas till mellan 21,6 och 46,7 miljoner adulta individer.